# Ancylobothrys petersiana
Ancylobothrys petersiana är en oleanderväxtart som först beskrevs av Johann Friedrich Klotzsch, och fick sitt nu gällande namn av Jean Baptiste Louis Pierre. Ancylobothrys petersiana ingår i släktet Ancylobothrys och familjen oleanderväxter. Inga underarter finns listade i Catalogue of Life.